# Maiernigg

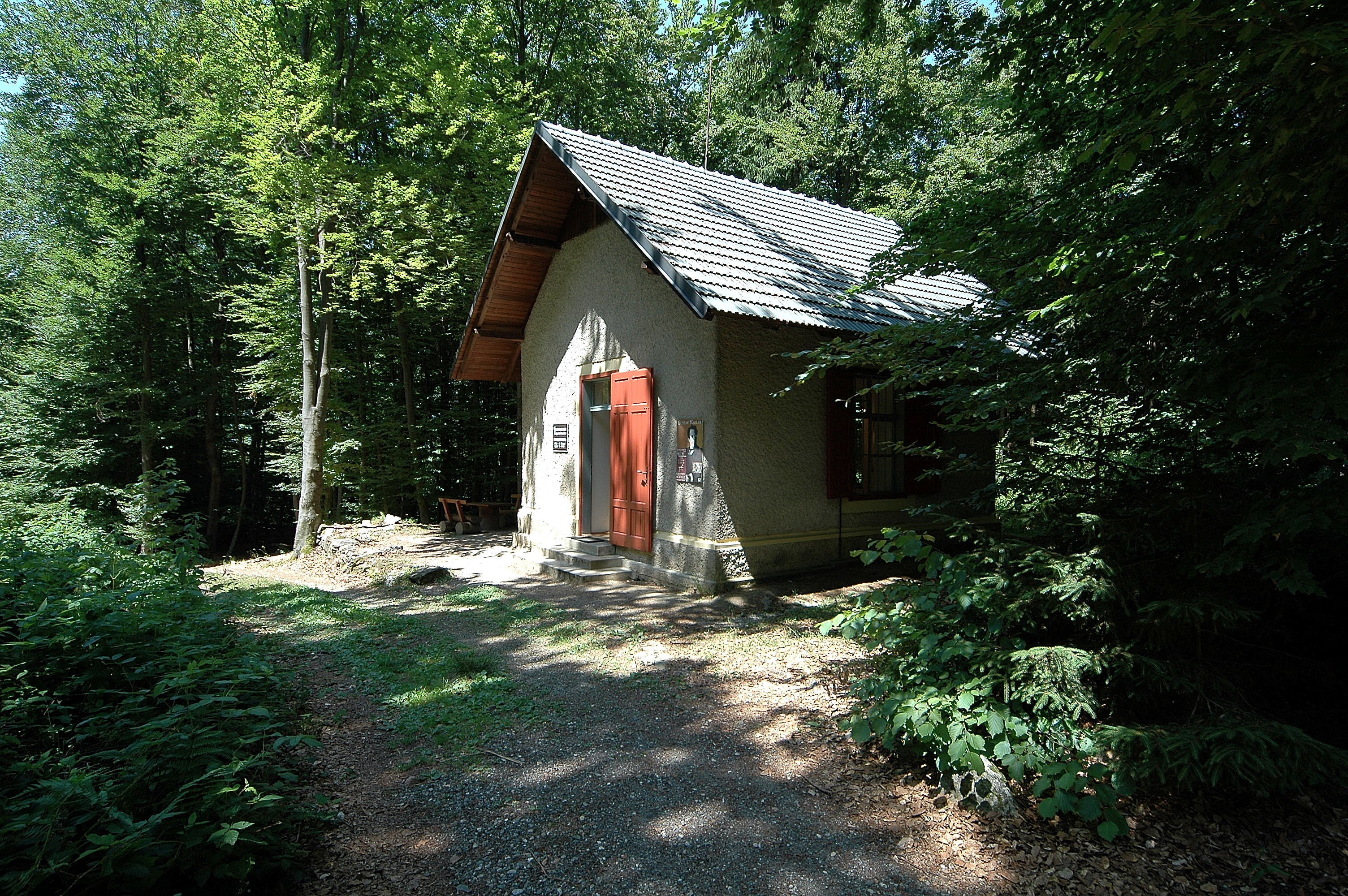
Domek/studio Mahlera nad jeziorem Wörther

Maiernigg (znane również jako Majernik) – osada, wólka składająca się z kilku budynków, na południowym brzegu jeziora Wörther, w pobliżu Klagenfurt am Wörthersee, w Karyntii, w Austrii. W 2001 liczyła 18 mieszkańców. 
Sława osady związana jest z kompozytorem Gustavem Mahlerem. W 1899 Mahler zakupił (za około 4000 ówczesnych guldenów) prawie 2,700 m² ziemi od księcia Orsiniego-Rosenberga. Był to teren położony bezpośrednio nad jeziorem. W następnym roku zbudowano tam willę według projektu architekta Theuera i wymagań samego kompozytora. W lesie, który roztacza się nad willą, Mahler nakazał wybudować dla siebie coś w rodzaju pracowni, w której w spokoju komponować. Mahler spędzał tam wakacje letnie w latach 1901–1907. Dzisiaj domek zwany "Komponierhäuschen" jest atrakcją turystyczną i można go zwiedzać od maja do końca października. 
Alma Mahler, żona kompozytora, tak wspomina to miejsce w swoich wspomnieniach:
„Codzienne przyzwyczajenia. Przez sześć następnych lat Mahler przestrzegał stałych zwyczajów. W lecie wstawał codziennie o szóstej lub wpół do siódmej. Kiedy tylko się obudził, dzwonił po kucharkę, która przygotowywała mu od razu śniadanie i zanosiła po śliskiej i stromej dróżce do jego pracowni. Pracownia mieściła się w środku lasu, jakieś sześćdziesiąt metrów ponad willą. Kucharka nie mogła iść normalną dróżką, ponieważ Mahler nie znosił ani widoku jej, ani nikogo innego przed rozpoczęciem swojej pracy; a więc codziennie rano musiała wspinać się w górę śliską dróżką, niosąc ciężką tacę ze śniadaniem. Na śniadanie pił świeżo zaparzoną kawę, jadł masło, graham i dżem (codziennie inny)… Sam domek był dużym pokojem zbudowanym z kamienia, z trzema oknami i drzwiami wejściowymi. Czułam, że domek nie był zdrowym miejscem, ponieważ był zbyt ukryty w lesie i nie miał piwnicy. Nie mogłam jednak sprawić, aby przestał w nim przebywać, tak bardzo go lubił. 
W pokoju stał fortepian, a na półkach mieściły się wszystkie prace Goethego i Kanta. Oprócz tego, był wypełniony tylko muzyką Bacha…”
W 1907 Mahler wyjechał do USA i nigdy już do Maierniggu nie powrócił. Willę sprzedano w 1908. 